# عمر الشادي
عمر الشادي،  شاعر وأديب وإعلامي لبناني من مواليد طرابلس الشام عام 1973م. يقيم في بيرث / أستراليا.

## هجرته
هاجر إلى أستراليا، وأسس جريدة الحياة (شاملة مستقلة) في سيدني في الأول من أيار 2002 وترأس هيئة تحرير الجريدة حتى شهر حزيران عام 2007. كما أسس مجلة الزمان الأسترالية وترأس هيئة تحريرها أيضا حتى عام 2007. أسس (رصد) Arab Media Watch Centre وهي مؤسسة غير ربحية تعنى بمكافحة التمييز العنصري ضد العرب عبر مراحل ثلاثة:
- بناء جهاز العمل من متطوعين ومراكز وتجهيزات مختلفة.
- رصد الصحافة المقروءة والمسموعة على اختلاف لغات النشر.
- ملاحقة التمييز العنصري ضد العرب أمام محاكم الإعلام.